# Pterolophia trivittata
Pterolophia trivittata là một loài bọ cánh cứng trong họ Cerambycidae.